# Campeonato Europeo de Natación en Aguas Abiertas de 1993
El III Campeonato Europeo de Natación en Aguas Abiertas se celebró en Slapy (República Checa) entre el 28 y el 29 de agosto de 1993 bajo la organización de la Liga Europea de Natación (LEN) y la Federación Checa de Natación.

## Resultados

### Masculino
| Evento | Oro                                 | Plata                                  | Bronce                                    |
| ------ | ----------------------------------- | -------------------------------------- | ----------------------------------------- |
| 5 km   | Marco Formentini · Italia · 58:10,9 | Claudio Gargaro · Italia · 59:08,2     | Alex Havránek · República Checa · 59:41,4 |
| 25 km  | Dario Taraboi · Italia · 5:28:06    | Hans van Goor · Países Bajos · 5:36:12 | Attila Molnár · Hungría · 5:44:30         |

### Femenino
| Evento | Oro                                            | Plata                                     | Bronce                                     |
| ------ | ---------------------------------------------- | ----------------------------------------- | ------------------------------------------ |
| 5 km   | Olga Šplíchalová · República Checa · 1:02:27,3 | Carla Geurts · Países Bajos · 1:02:59,3   | Eva Nováková · República Checa · 1:03:46,5 |
| 25 km  | Anne Chagnaud Francia 5:47:57,8                | Gea Veldhuizen · Países Bajos · 5:52:52,2 | Wandy Kater · Países Bajos · 5:53:03,7     |

## Medallero
| Núm. | País            | Oro | Plata | Bronce | Total |
| ---- | --------------- | --- | ----- | ------ | ----- |
| 1    | Italia          | 2   | 1     | 0      | 3     |
| 2    | República Checa | 1   | 0     | 2      | 3     |
| 3    | Francia         | 1   | 0     | 0      | 1     |
| 4    | Países Bajos    | 0   | 3     | 1      | 4     |
| 5    | Hungría         | 0   | 0     | 1      | 1     |
|      | TOTAL           | 4   | 4     | 4      | 12    |